# JADES-GS-z14-0
JADES-GS-z14-0 es una galaxia que rompe el límite de Lyman de alto corrimiento al rojo en la constelación de Fornax que fue descubierta en 2024 utilizando el telescopio NIRcam como parte del programa JWST Advanced Deep Extragalactic Survey (JADES). Tiene un corrimiento al rojo de 14.17, lo que la convierte en la galaxia y el objeto astronómico más distante jamás descubierto.

## Descubrimiento
JADES-GS-z14-0 se observó utilizando el espectrógrafo de infrarrojo cercano del telescopio espacial James Webb (NIRSpec) en 2024, y midió un corrimiento al rojo de 14.32. Su edad, tamaño y luminosidad se suman a un creciente cuerpo de evidencia de que las teorías actuales sobre la formación temprana de estrellas y galaxias están incompletas.

## Características
JADES-GS-z14-0 tiene 1,600 años luz de ancho y es muy luminosa. El análisis espectroscópico reveló la presencia de fuertes emisiones de gases ionizados, incluidos hidrógeno y oxígeno.

## Observaciones adicionales
La identificación inicial de JADES-GS-z14-0 provino de datos de imágenes obtenidos con la cámara de infrarrojo cercano (NIRCam) del JWST. La hipótesis del alto corrimiento al rojo se confirmó mediante múltiples observaciones espectroscópicas con NIRSpec. Además, las observaciones realizadas con el instrumento de infrarrojo medio (MIRI) del JWST detectaron la galaxia en longitudes de onda más largas, lo que respalda la distancia extrema a la que se encuentra JADES-GS-z14-0.